# Don't Go Away Mad (Just Go Away)
Don't Go Away Mad (Just Go Away) è un singolo della band statunitense Mötley Crüe dell'album Dr. Feelgood del 1989.
Nel 2014 è stata indicata come l'undicesima più grande canzone pop metal da Yahoo! Music.

## Formazione
- Vince Neil - voce
- Mick Mars - chitarra
- Nikki Sixx - basso
- Tommy Lee - batteria